# Restless (Buffy the Vampire Slayer)
Restless (Inquietud en España y Sin descanso en América Latina) es el vigésimo segundo y último episodio de la cuarta temporada de la serie de televisión estadounidense Buffy, la cazavampiros. La Scooby Gang al completo está teniendo unos sueños muy extraños.

## Argumento
Riley va a ser interrogado por los militares acerca de lo ocurrido en la Iniciativa. En casa de las Summers, Willow, Giles, Xander y Buffy se disponen a ver unas cintas de vídeo pero se quedan dormidos.

### Sueño de Willow
En la habitación de Tara (Amber Benson), Willow (Alyson Hannigan) escribe en la espalda de su pareja un poema de amor de Safo de Mitilene, recreando así la escena de The Pillow Book de Peter Greenaway, al mismo tiempo que expresa su preocupación por llegar tarde a la clase de arte. Tara la alienta a que llegue temprano y la pelirroja se entera de que la clase está a punto de poner en escena la obra de teatro Muerte de un viajante, protagonizada por Riley (Marc Blucas) vestido de vaquero, Buffy (Sarah Michelle Gellar) y, sorprendentemente, Harmony (Mercedes McNab). Willow se pone nerviosa cuando Buffy le comenta que su familia ha venido para verla actuar. En el camino, ella se encuentra con Tara en un laberinto de telones, lugar donde Tara le advierte de que algo la está persiguiendo. Willow es atacada por una extraña y violenta criatura hasta que es rescatada por Buffy, quien la lleva al salón de clase afirmando que la obra finalizó hace meses. Acto seguido Buffy le quita a Willow su disfraz, revelando que sigue siendo la misma empollona de antes. La clase entera, Xander incluido, se burlan de ella mientras Tara (Emma Caufield) y Oz (Nicholas Brendon) coquetean. Willow vuelve a ser atacada por la misma criatura, que esta vez le succiona la vida.

### Sueño de Xander
Xander se despierta para encontrar a Buffy y Giles despiertos, ignorando a una inconsciente Willow a quien acusan de querer llamar la atención. Xander se molesta porque la película Apocalypse Now está alterada. Xander sube las escaleras para ir al baño, pero solo encuentra a una seductora Joyce (Kristine Sutherland) que casi lo persuade para intimar. Ya en el baño, Xander orina hasta que se da cuenta de que lo hace en una enorme estancia parecida a las de la Iniciativa con varios científicos y militares. Avergonzado, sale de la habitación hasta el sótano de su hogar, con alguien tratando de entrar por la fuerza. El mismo hombre del queso (David Wells) aparece en la habitación y Xander se va, sólo para encontrarse con una versión de él vendiendo helados, una Buffy jugando en una caja de arena, y a Spike (James Marsters) y Giles columpiándose felizmente, celebrando que el vampiro se haya convertido en vigilante. En una escena distinta, Xander está en su camión de helados con Anya hasta que intenta alcanzar a unas atrevidas y pícaras Willow y Tara en la parte trasera de su camión, ahora más largo, que lo lleva de regreso al sótano. Un asustado Xander escapa hasta la universidad, donde Giles y Anya hablan francés hasta que Xander es llevado por el capitán Benjamin L. Willard y el coronel Walter Kurtz hasta la presencia del Director Snyder (Armin Shimerman), quien le reprocha a Xander su comportamiento. El muchacho se libera y llega de nuevo al sótano, donde es confrontado por su padre (Michael Harney), el hombre que trataba de entrar al sótano, y que le arranca el corazón.

### Sueño de Giles
Después de hipnotizar a Buffy, Giles aparece junto a su novia Olivia (Phina Oruche) y una infantil Buffy; Olivia lleva un cochecito de bebé. Se dirigen a una feria situada en un cementerio que parece estar relacionado con las cazadoras. Después de contemplar a Buffy con su cara llena de barro, Giles sigue a Spike a su guarida donde posa para varios fotógrafos, autodeclarándose una celebridad. Giles, algo confundido, sigue por la habitación ignorando a una Olivia que llora frente al cochecito volcado. En el Bronze, Giles se reúne con Willow y Xander, quienes tratan de averiguar el significado de los sueños y la criatura que los persigue, mientras Anya falla como Comediante en vivo. Giles comienza a sacar una teoría de forma musical hasta que sigue un cable de su micrófono que lo conduce hasta una trampa tendida por la criatura, que le abre el cráneo a Giles con su daga.

### Sueño de Buffy
Buffy despierta en su habitación de la universidad con Anya, quien le suplica que despierte antes de ver a la criatura que la acecha. La siguiente escena muestra a Buffy contemplando la cama que hizo con Faith, deshecha por una versión alterna de ella. Buffy trata de irse, pero se encuentra con Tara, quien le advierte que regrese antes del amanecer. En la universidad se encuentra con su madre, que ha decidido vivir entre las paredes. Buffy no le presta mucha atención y se va a la Iniciativa, donde se encuentra con Riley. Este le explica que ha sido ascendido a General de Salud y está planeando dominar el mundo junto a una versión humana de Adam. Buffy intenta celebrarlo, pero es abandonada por los dos hombres cuando se dirigen a combatir demonios que han invadido la Iniciativa. Buffy encuentra su bolsa de armas, pero en ella solo hay barro que esparce por su cara. Después aparece en un desierto donde nuevamente se reúne con Tara; ésta le explica que actúa como portavoz de la responsable de todo. La criatura vuelve a aparecer y resulta ser una cazadora, la Primigenia (Sharon Ferguson). Buffy, al darse cuenta de lo sucedido, le exige a la primera cazadora que libere a sus amigos, pero ésta se niega alegando que una cazadora está sola para siempre con la Muerte. Buffy y la primera cazadora luchan hasta que Buffy aparece de regreso en la sala, explicándole a la primitiva que no es su fuente y entonces todos despiertan.        
De vuelta en el mundo real, Giles saca conclusiones: por lo visto, el hechizo que hicieron para darle poder a Buffy y que venciera a Adam fue como un insulto a la fuente de ese poder, la primera cazadora, que vino atraída por eso para castigarles. Buffy la venció y la envió de vuelta al lugar de donde vino, rompiendo su control sobre ellos.

## Reparto

### Personajes principales
- Sarah Michelle Gellar como Buffy Summers.
- Nicholas Brendon como Xander Harris.
- Alyson Hannigan como Willow Rosenberg.
- Marc Blucas como Riley Finn.
- James Marsters como Spike.
- Anthony Stewart Head como Rupert Giles.

### Apariciones especiales
- Emma Caulfield como Anya.
- Kristine Sutherland como Joyce Summers.
- Amber Benson como Tara Maclay.
- Mercedes McNab como Harmony Kendall.
- David Wells como «El hombre del queso».
- Michael Harney como Padre de Xander.
- George Hertzberg como Adam.
- Seth Green como Oz.
- Armin Shimerman como Director R. Snyder

### Personajes secundarios
- Sharon Ferguson como Primitiva.
- Phina Oruche como Olivia
- Rob Boltin como Soldado.

## Producción

### Música
- Anthony Stewart Head y Four Star Mary - «Giles' Epiphany»
- Christophe Beck - «Suite from "Restless": Willow's Nightmare / First Rage / Chain of Ancients»
- Christophe Beck - «A Really Big Sandbox»
- Christophe Beck - «Spaghetti»
- Christophe Beck - «Body Paint»
- Christophe Beck - «Xander's Nightmare»

## Continuidad
Aquí se presentan los hechos que o bien influyen en la cuarta temporada exclusivamente, o bien que viniendo de episodios anteriores influyen en este. Y por último, acontecimientos que ocurren en este episodio que influyen en las demás temporadas o en alguna otra temporada.

### Para la cuarta temporada
- Aparece Olivia en el sueño de Rupert Giles.
- Aparece Adam en el sueño de Buffy Summers

### Para todas o las demás temporadas
- En el sueño de Buffy, al despertar en la habitación al ver el reloj despertador marca las 7:30, la misma hora que le indica Faith en el sueño profético al final de la tercera temporada, 730 hace referencia al tiempo que le quedaba a Buffy antes de morir en la 5ta temporada, a partir de la conversación que tiene con Faith.
- La primera cazadora, Sineya aparece por primera vez quien volverá a aparecer en futuros episodios.
- Este episodio marca la última aparición de Oz, Olivia y el director Snyder.
- En el sueño de Buffy, Tara exclama “ven antes del amanecer” - come before «Dawn» - en inglés esta frase es una obvia referencia a la venida de Dawn Summers que se puede interpretar como “ven antes que Dawn”.
- Es la primera vez que un personaje (Giles) interpreta un número musical como diálogo. Esta misma técnica cómica fue usada en Otra vez, con más sentimiento, un episodio muy aclamado en la sexta temporada de la serie.